# NGC 1609
NGC 1609 é uma galáxia espiral (S0-a) localizada na direcção da constelação de Eridanus. Possui uma declinação de -04° 22' 19" e uma ascensão recta de 4 horas, 32 minutos e 45,0 segundos.
A galáxia NGC 1609 foi descoberta em 26 de Novembro de 1786 por William Herschel.